# Sát Cáp Nhĩ (tỉnh)
Sát Cáp Nhĩ (tiếng Mông Cổ: Цахар, tiếng Trung: 察哈爾, bính âm: Cháhār), hay Chaha'er, Chakhar, hoặc Qahar, là một tỉnh của Trung Quốc tồn tại từ năm 1912 đến năm 1936, mà địa bàn chủ yếu là vùng phía Đông Nội Mông ngày nay. Địa danh này đặt theo tên bộ tộc người Sát Cáp Nhĩ. Thủ phủ là Trương Gia Khẩu (Trương huyện) thuộc tỉnh Hà Bắc ngày nay.